# 水梓

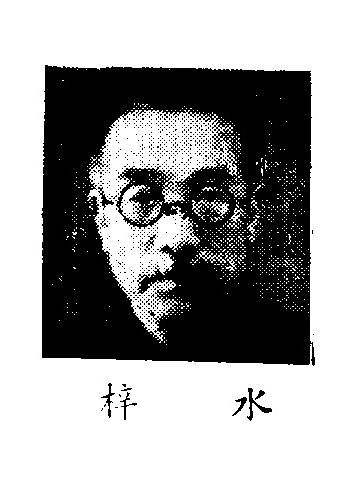
制憲國民大會代表水梓

水梓（1884年6月28日—1973年2月4日），字楚琴，男，甘肃兰州人，中華民國大陸時期教育家、政治人物。

## 生平

### 清朝時期
水梓祖父原在甘肃河州(今临夏广河县三甲集镇水家村)，同治回乱，举家迁到榆中县龛谷乡(今小康营乡)，水梓父亲排行老五，同治六年只身来到兰州，初以沿街卖水为生，后来以专制毡帽毡靴生意維生。
水梓生于兰州新关街（治今秦安路）昙云巷，因籍贯归属之限，1902年，18岁時到其四伯定居的榆中县参加县试，以县试第二、府试第一、院试第一的成绩，成为邑庠生。19岁時参加乡试，三场获荐而未中。1904年，清廷废科举、兴学堂，兰山书院改为甘肃文高等学堂，水梓以秀才和乡试荐卷被选送入該校，期間與牛載坤成為好友。毕业曾为杨增新编译俄文外交条约等资料。
1909年夏，甘肃提学使陈曾佑主持官费学生选拔考试，24歲的水梓考入北平京师法政学堂。

### 中華民國時期

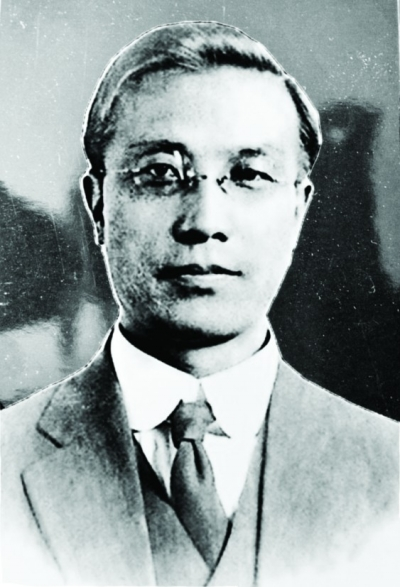
青年時的水梓

水梓曾参加同盟会革命活动，但以学业关系，直到1912年由王庚山介紹在北京加入国民党。
武昌起义成功，各省响应共和，内地十八省中惟独陝甘總督长庚继续拥戴清廷，并派马福祥领兵进攻拥护共和的陕西。水梓由京返兰，联合甘肃倾向革命人士，策划说服马福祥按兵不动，促长庚承认共和。但省内军政大权仍然在留任官员之手，于是水梓等人转而筹组临时省议会。同年夏天，马安良等军阀派人刺杀临时省议会议长李镜清，並追殺相關人等，水梓等人因此出逃。
逃至北京後，水梓担任国民党本部政务委员、兼本部交际组干事，曾多次聆听孙中山教导。水梓组织国民党甘肃省党部的筹建、甘肃省国会议员的选举，以及采购印刷设备运回甘肃，以备甘肃国民党党报之创办。
水梓28岁時由法政学堂毕业后，回兰州先后任甘肃省立一中校长，这期间曾随黄炎培、袁观澜，陈筱庄、王天柱等人参加由教育部组织的考察团，赴欧美考察。他與弟弟水枬、牛載坤等人在1925年创办陇右中学（今蘭州市第八中學），自己担任学校董事会董事长。
水梓信仰藏传格鲁派佛教，拜喜饶嘉措为师，也参与兰州当地佛教协会的佛事。
水梓先後任狄道县县长、甘肃省代理秘书长、甘肃自治筹备处处长、甘肃省教育厅厅长，考试院甘、宁、青考铨处处长、安徽省政府秘书长、制憲國民大會代表、第一屆國民大會甘肅省代表。他对统治过甘肃的朱绍良、谷正伦、郭寄峤等人和马鸿宾、马鸿逵、马麟、马步芳等人分别提出解决民族问题的策略，以平息争端。1937年，抗日战争爆发，水梓任甘肃省银行董事长，同时任省中苏文化协会会长，与八路军驻兰办事处谢觉哉等频繁交往。
1947年，水梓作为甘肃榆中县选出的國大代表，赴南京参加首届国民大会，提出并获通过的各类考试分省定额议案。隔年，他在南京开会期间，被邓宝珊邀约去玄武湖泛舟，並劝告与国民党拉开距离。因此水梓拒決张伯苓要他作考试院考试委员。

### 中華人民共和國時期
1949年8月26日，解放军在兰州取得胜利后，水梓曾致函新疆、河西国民党驻军将领陶峙岳、刘任等，敦促和平。中華人民共和國建国后，水梓出任西北军政委员会委员、政协甘肃省第一届常委会委员、民革甘肃省第一届副主任等职。
1957年，水梓因主張共產党不应领导司法，被以「反党反社会主义的水梓纲领」划為右派。1958年又被公安指稱藏有毒品勒索財物，弟水枬因此失蹤。之後水梓被新任省委书记汪锋援助。
文革时水梓全家又遭迫害，女兒水天光被迫害致死。飽受折磨的水梓也在文革中死去。

## 著作
著《比较宪法讲义》、《欧美教育考察报告》、《煦园诗草》、《陇上旧剧琐忆》等。

## 家庭
父為水应才，母李氏，弟水榕、水枬。
水梓娶妻王氏，1909年生有長子水天同。王氏在長子五岁时去世后，水梓娶兰州文士高登嶽之女高孝芳為妻。共有八子，為北京外国语学院教授水天同（1909—1988）、兰州大学外语系教授水天明（1926—2004）、西安体育学院教授水天浩、西北师范大学历史系主任水天长（女，1933—）、中国艺术研究院研究员水天中（1935—）、甘肃电视台导演水天达（1938—）、甘肃临洮四中教师水天光（女）、成都机车厂工程师水天行。
兒子水天中寫有《煦园春秋: 水梓和他的家世》記載父親生平與家族史。
孫為水天明之子水均益。

## 軼事
- 從河州逃離的難民，被安定、金县一带住民称为“逃难人”；兰州本地居民则叫他们为“河州鬼”。水梓小時本在省会文庙院内的学塾，但因難民的儿子，備受同学欺负。後他入南关一所私塾，拜杨作庚辛伯为师。某雨天，他入塾见老师睡觉，同学们都没有来，便放下书包出门去附近听戏，回來時被老師用戒尺劈头猛击，鲜血四溅，人事不醒。老師命令同学用门板将水梓抬回家。水梓母親急忙求医诊治；而父親急忙购买礼物。等水梓苏醒後洗條换上衣服，父子二人带上重礼去学馆给杨老師叩头，拜谢严格管教[1]。
- 水梓获取邑庠生時，在新关引起轟動，因从来没听说“逃难人”之子竟然考上秀才。报单到家之日，一名普通武官因同乡旧谊，为水梓牵马开道，此位就是日后的青海大军阀马麟[1]。
- 水梓入文高等学堂之后，接觸章太炎、康有为、梁启超等人著作，其中最欣赏梁启超，並开始评议时政。1907年，毕业考试的文章，陕甘总督升允出题：“国无游民，朝无幸位。”，水梓在文章中谓：“朝有幸位，而后国有游民……”升允认为是讥讽朝政，有革命思想，援引学部所颁《学务纲要》中“学生不准妄干国政，如有犯此者，各学堂应即照章惩儆，不可稍涉姑容，致滋流弊”的条款，拟严加惩办。经杨增新从中斡旋，得以从宽处理，以扣考一年处分。第二年再考，各科成绩俱为最优，考试成绩名列第一，遂以最优等第一名毕业[1]。
- 雖然水梓年少有成，但家人為他第一次說媒時，依然被當地的女方當事人罵：“河州鬼，吃过啥香的？穿过啥光的？”，因而失敗[1]。
- 1912年夏历六月初五日夜，李镜清被於刺杀于临洮城北私寓。初六黎明，夜宿榆中兴隆山朝阳观的水梓被叫醒，有人敲窗急语：“快起来，李议长被人杀了！凶手在洮河里洗血呢。”水梓急忙推窗外视，发觉窗外是无法立足的悬崖；开门四顾，微熹晨光中杳无人踪。同室住宿康姓同志也被窗外人语惊醒，大家惊怪不已。傍晚，弟水榕和友人文兰平由兰州疾驰而来，告以李镜清被刺事。数十年后，水梓有诗忆当年：“……兴隆山下我逍遥，东岳台上梦魂里：公言彼何能害余？惊醒五更叹不已，有人窗前报讯来，下楼觅人人杳矣……”[1]。
- 陆洪涛任甘肃督军时為鴉片贿赂反對士绅，每人送一万元，唯水梓和牛載坤拒绝，陆欲加害。水梓對陆說：「大帅给我们的钱，我们心领了，不过我们不愿自得，愿拿出来办学校，希望大帅慨解义囊，多资助些。」陆被迫答应给十万元，实际上只给两万元。他们即利用此款作為创建陇右公学的基金[4]。
- 1930年，時任安徽省政府主席的马福祥借调水梓為祕書長。水梓在安庆時，夏夜常在省政府安园与同事挥扇驱蚊说狐谈鬼于积累大量有趣故事。他曾寫想集結出書，拟定书名《安园谈鬼录》，终因政务繁忙而未能如愿[13]。
- 水梓擅长诗词书法，曾是兰州早年“千龄诗社”、“和平诗社”主持人，被易君左稱為“西北东坡”[14]。